# Hanna Öberg
Hanna Öberg (n. 2 noiembrie 1995, Kiruna, Comitatul Norrbotten, Suedia) este o biatlonistă ce a reprezentat Suedia, medaliată olimpică. A participat la 2 ediții ale Jocurilor Olimpice (2018, 2022) în care a câștigat două medalii de aur și o medalie de argint.